# 역대급 영지 설계사
역대급 영지 설계사는 대한민국의 책빙의, 판타지, 영지물 웹소설이다. 작가는 용왕님의 셰프가 되었습니다, 마신 여포를 쓴 문백경이다. 표지 삽화는 망기가 담당했다. 네이버 웹소설과 네이버 시리즈에서 2019년 6월 3일부터 연재되었다. 2020년 11월 12일 총 408화로 완결되었다.

## 줄거리
소설 속 귀족이 된 토목공학도 김수호. 그런데 뭐? 내 영지가 곧 망할 거라고? 그럼 살려야지. 설계하고, 건설하고, 분양해서. 【전 대륙이 기다려온 특별한 기회! 퍼펙트한 교통, 최상의 학군, 쾌적한 숲세권, 원스톱 프리미엄 영지 라이프의 프론테라 남작령이 여러분을 기다립니다. 선착순 분양계약중!】

## 등장인물

### 주인공
- 김수호
  - 대한민국의 빈데레 토목공학도. 원래는 평범한 가정의 외아들이었으나 부동산 사기로 인해 부모님이 막대한 빚을 지고서 자살하시고, 혼자서 알바를 병행하면서 어렵게 대학을 다니던 중, 밤새워 읽었던 소설 속 남작의 망나니 아들 '로이드 프론테라'에 빙의했다.
- 하비엘 아스라한
  - 판타지 소설 《철혈의 기사》의 주인공으로 몇 년에 걸친 모험 끝에 소드 그랜드 마스터의 경지에 오르는 인물. 나이는 1화 시점에서 20세. 원작은 남작가가 망한 후 로이드의 묘를 만들어 주고 여행을 떠나는 것으로 시작되지만, 김수호가 빙의된 시점에서는 소드 익스퍼트 상급자이며 남작의 명령으로 로이드의 호위를 맡고 있다.

### 환상종
- 뽀동이
  - 로이드가 처음으로 뽑은 환상종으로 햄스터. 땅 파기, 땅 다지기, 볼 주머니 활용 스킬로 포클레인, 로드롤러, 덤프트럭 역할을 수행한다.
- 방울이
  - 로이드가 두 번째로 뽑은 환상종으로 방울뱀. 흙을 먹으면 철근을 배설하며, 먹는 흙의 재질에 따라 철사도 배설할 수 있다. 이후 환상종 강화를 통해 화산 폭발 스킬을 습득한다.
- 하망이
  - 로이드가 세 번째로 뽑은 환상종으로 하마. 해바라기 씨를 안 먹는 대신 원샷이란 스킬로 대량의 물을 빨아들이면서 커진다. 처음 이 스킬을 썼을 때는 마레즈 습지의 한 구역을 순식간에 맨땅으로 만들고 50미터 가까이 커졌다.
- 꼬밍이
  - 로이드가 네 번째로 뽑은 환상종으로 흰색 뱁새. 해바라기 씨를 먹이면 성인 둘은 가뿐히 태울 정도로 거대해진다. 스킬은 둥지 엮기와 끙가 폭격 외에 등에 매고 있는 거미 모양 가방에서 굉장히 튼튼하고 끈적한 거미줄을 뽑아낸다.

### 기타
- 심청: 용왕님의 셰프가 되었습니다에서 먼저 나왔다.
- 베르키스: 용왕님의 셰프가 되었습니다에서 먼저 나왔다.